# Luriecq
Luriecq település Franciaországban, Loire megyében. Lakosainak száma 1254 fő (2022. január 1.). Luriecq Chenereilles, Estivareilles, Marols, Périgneux, Saint-Bonnet-le-Château, Saint-Nizier-de-Fornas és La Tourette községekkel határos.

## Népesség
A település népességének változása:
| Lakosok száma | 528  | 608  | 625  | 917  | 1259 | 1295 | 1311 | 1284 | 1271 | 1254 |
|               | 1968 | 1982 | 1990 | 2006 | 2013 | 2015 | 2017 | 2019 | 2020 | 2022 |